# Mendelssohn-Bartholdy-Park (stacja metra)
Mendelssohn-Bartholdy-Park – stacja metra w Berlinie, w dzielnicy Tiergarten, w okręgu administracyjnym Mitte na linii U2. Stacja została otwarta w 1998. Nazwana została od niemieckiego kompozytora Felixa Mendelssohn-Bartholdy’ego.